# 庲降都督
庲降都督（らいこうととく）は、三国時代の蜀漢における都督の官職・称号の名称である。益州南部の南中と呼ばれる地域（現在の雲南省・貴州省及び四川省の南部）の異民族に備え、反乱者の鎮圧や慰撫にあたった。

## 概要
都督は、三国時代に現れ、主に辺境・前線において軍政を統轄した。都督府を置いて府官を任じ軍事だけでなく民政をも掌握することで官民一体となって敵に備える職務である。複数の州を支配する魏と異なり、益州しか所有していない蜀漢は、都督の管轄する地域は特定の地域から数郡程度の広さにとどまった。
蜀漢の都督としては、魏との前線を担当する漢中都督、呉との前線を担当し白帝城に拠る永安都督、永安の後方支援を担当し漢中への兵站基地でもあった巴郡の江州県に駐屯する江州都督、そして益州の南部の異民族に備えた庲降都督の四都督がよく知られている。
庲降都督は『三国志』の「蜀志（蜀書）」の李恢伝・馬忠伝や『華陽国志』の「南中志」などに登場する。劉備以前の益州支配者である劉焉・劉璋の時代にも本職があったのかは史料がない。安南将軍・安遠将軍がこの地位に就任し、朱提郡・越嶲郡・牂牁郡・建寧郡・永昌郡・雲南郡・興古郡などの南中七郡の治安を統括した。
庲降の語源は定かではなく、特定の地名、あるいは前漢の武帝の匈奴の降伏者を受け入れる「受降城」のように機能やその機能を示す前線基地を示すもの（「庲」には「舎」と同じ「許す・泊める・憩う」の意味がある）と考えられる。「蜀志」の李恢伝の裴松之注には地名とされている。しかし、歴代都督の駐屯地は一定ではない。「三国志 魏志（魏書）」や『晋書』には「南中都督護軍」「南中監軍」の記載もあり、「庲降の都督」ではなく「南中の都督」として表されている。

## 歴代都督
- 鄧方 215-221　安遠将軍・庲降都督。
- 李恢 221-231　庲降都督・使持節・交州刺史。死去した鄧方の後任を劉備に問われ、自らを推薦した。
- 張翼 231-233　庲降都督・綏南中郎将。法に厳格であったために異民族の反発を買い反乱を招いた。
- 馬忠 233-249　安南将軍・庲降都督。副将に張嶷。
- 張表 249-？　後将軍・庲降都督。副将に楊戯。
- 閻宇 ？-258 副将に霍弋。
- 霍弋 258-263　安南将軍・庲降都督。